# Wzorzec rasy

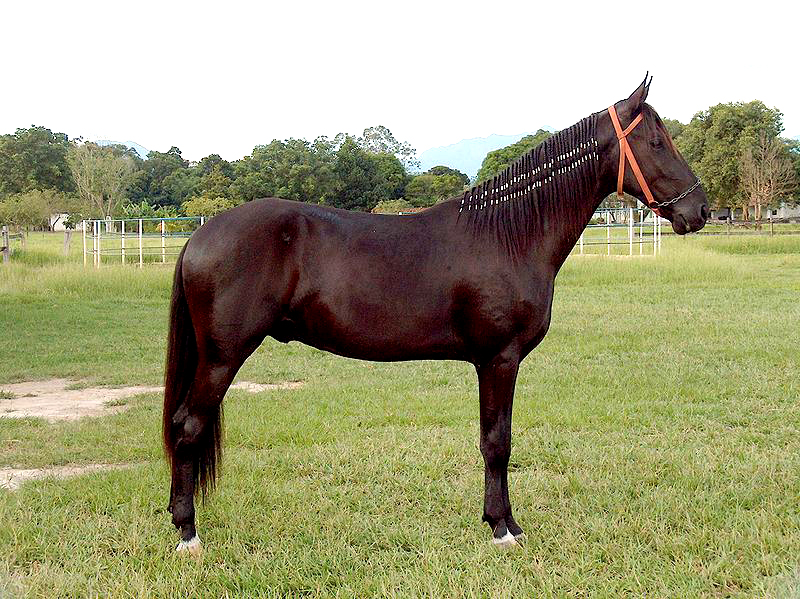
Młody ogier rasy campolina spełniający wymogi wzorca rasy

Wzorzec rasy – zespół cech, które powinno spełniać zwierzę hodowlane, aby mogło zostać zaliczone do danej rasy. Opracowywaniem wzorców ras zajmują się zazwyczaj organizacje hodowców danego gatunku zwierzęcia.